# 굽은 시공간
아인슈타인의 일반 상대성 이론은 정적 유클리드 기준 틀 내에서 거리를 가로질러 작용하는 중력에 대한 뉴턴의 개념을 거부하고 대신 중력을 힘이 아니라 휘어진 시공간(curved spacetime)이 표현된 것으로 설명했다. 물체는 먼 물체의 직접적인 영향을 받지 않고 시공간적 국부 기하학에 의해 결정되는 휘어진 경로인 지름길(geodesic)을 따라 이동한다. 이 프레임워크는 두 가지 기본 원리로 이어졌다. 물리 법칙은 사용된 좌표계와 관계없이 동일하다고 주장하는 좌표 독립성과 중력의 효과가 충분히 작은 공간 영역에서 가속도의 효과와 구별할 수 없다고 주장하는 동등성 원리이다. 이러한 원리는 아인슈타인의 장 방정식에 공식화된 시공간 기하학을 통해 중력에 대한 더 깊은 이해의 토대를 마련했다.

## 개요
뉴턴의 이론은 운동이 모든 공간과 모든 시간 전체에 걸쳐 확장되는 강체 유클리드 기준 프레임의 배경에 대해 발생한다고 가정했다. 중력은 신비한 힘에 의해 매개되며, 거리를 가로질러 순간적으로 작용하며, 그 작용은 개입하는 공간과 무관하다. 반면, 아인슈타인은 공간 전체에 걸쳐 확장되는 배경 유클리드 기준 틀이 있다는 것을 부인했다. 중력이라는 힘은 존재하지 않으며, 시공간 자체의 구조만 존재한다.:175–190
위의 굽은 시공간(curved spacetime)을 기초적으로 설명한 것에서 중력을 완전히 설명하려면 텐서 미적분학과 미분 기하학이 필요한데, 이 두 주제는 모두 상당한 연구가 필요하다. 이러한 수학적 도구가 없다면 일반 상대성 이론에 대해 쓸 수는 있지만, 사소하지 않은 도출을 증명할 수는 없다.

## 같이 보기
- 일반 상대성 이론의 지름길
- 상식적 추론

## 내용 주
1. ↑  뉴턴 자신도 이러한 가정에 내재된 어려움을 예민하게 알고 있었지만, 실제적인 문제로서 이러한 가정을 하는 것이 그가 진전을 이룰 수 있는 유일한 방법이었다. 1692년에 그는 친구 리처드 벤틀리에게 편지를 썼다. "중력이 물질에 타고난, 본질적인 것이며, 한 물체가 진공을 통해 멀리 떨어진 다른 물체에 작용할 수 있고, 다른 어떤 것도 매개되지 않고, 그 작용과 힘이 한 물체에서 다른 물체로 전달될 수 있다는 것은 나에게 너무나 큰 부조리로 여겨져서 철학적 문제에 대한 유능한 사고 능력을 가진 사람은 결코 그것에 빠질 수 없다고 믿는다."